# Rick Berg
Richard Alan Berg, detto Rick (Maddock, 16 agosto 1959), è un politico statunitense, membro della Camera dei Rappresentanti per lo stato del Dakota del Nord dal 2011 al 2013.

## Biografia
Nato a Maddock, ma cresciuto a Hettinger, Berg visse in una fattoria e da giovane intraprese gli studi in economia agraria.
Nel 1985 venne eletto alla Camera dei Rappresentanti del Dakota del Nord e vi rimase fino al 2011, essendo nominato anche leader di maggioranza dal 2003 al 2009.
Nel 2010 annunciò la sua candidatura per la Camera dei Rappresentanti nazionale, come avversario repubblicano del deputato democratico in carica Earl Pomeroy. Sebbene Pomeroy occupasse il seggio da ben diciotto anni, Berg riuscì a sconfiggerlo con un margine di scarto di dieci punti percentuali.
Dopo un solo mandato da deputato, Berg dichiarò di non voler chiedere la rielezione, candidandosi invece al Senato. Inizialmente dato per favorito, Berg perse di misura le elezioni contro l'avversaria democratica Heidi Heitkamp e fu costretto a lasciare il Congresso.